# NowThis News

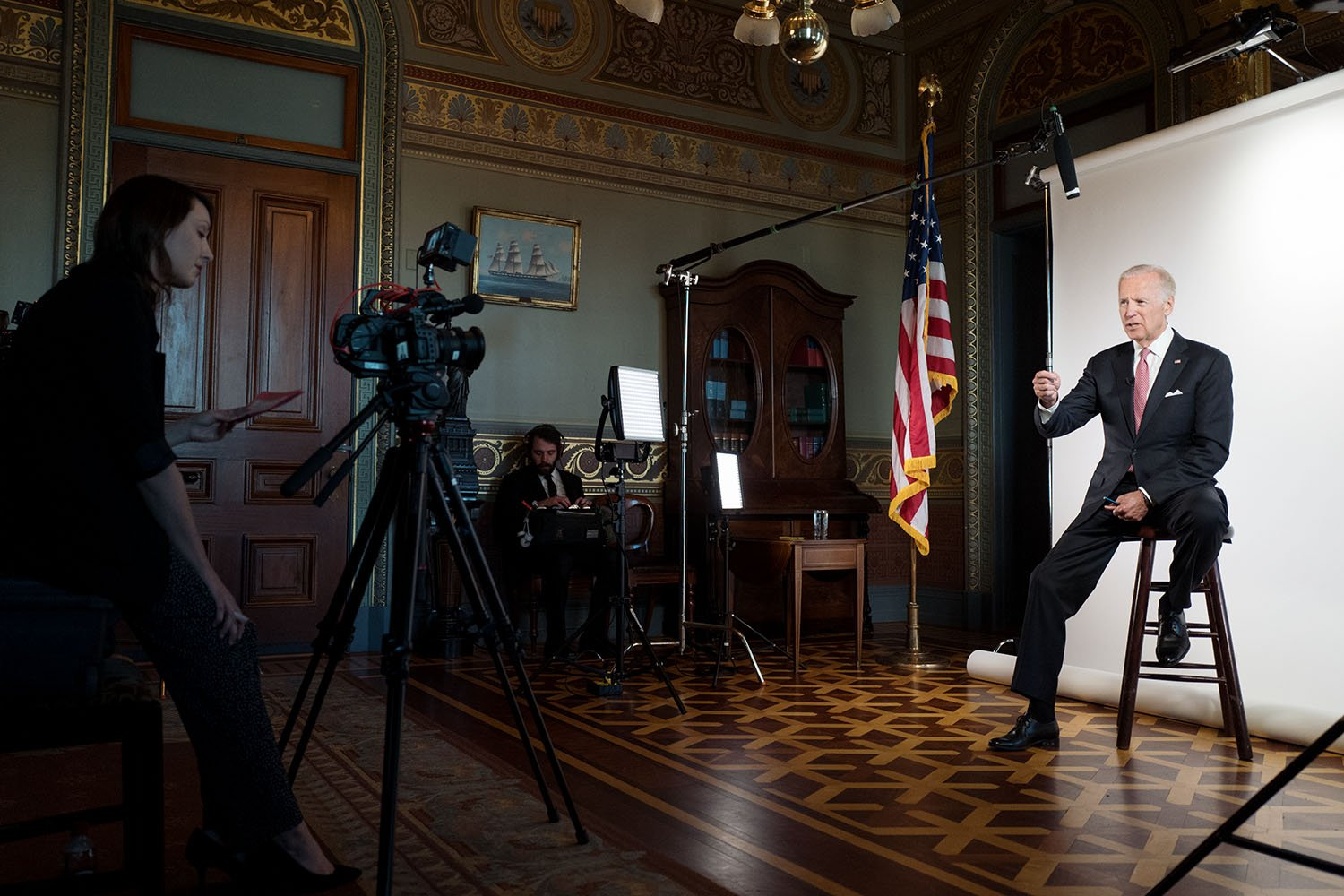
2016年，乔·拜登接受NowThis News采访

NowThis News是美國一個進步主義和自由主義社会化新聞媒體，該媒體由赫芬顿邮报联合创始人、前董事长肯尼思·勒勒和赫芬顿邮报前CEO埃里克·希波創辦于2012年。